# 宇宙から見える人工構造物
宇宙から見える人工構造物（うちゅうからみえるじんこうこうぞうぶつ）、正確には地球の軌道上から見える人工構造物 （ちきゅうのきどうじょうからみえるじんこうこうぞうぶつ、Artificial structures visible from Earth orbit）には高速道路、ダム、都市などがあり、レンズなどで拡大することなく見ることができる。中国の万里の長城は宇宙から見ることのできる唯一の建造物とよく言われるが、実際には拡大しないと低軌道からは見ることができないし、その時は完璧に条件がそろっていなければならない。一方でSTS-59とSTS-68で使用された宇宙搭載映像レーダーであれば万里の長城だけでなく城壁に覆い隠された直接目には見えない部分まで検知することができた。
宇宙から地上の物体が見えるかどうかは、観測を行う場所の海抜高度に大きく左右される。高度100キロメートルのカーマン・ラインは、航空工学と宇宙工学における基準を定めたり記録を認定する世界機関である国際航空連盟が、地球の大気と宇宙空間の境界線として定めたものである。しかし、宇宙飛行士が地球を周回する高度はふつう数百キロメートル程度あり、例えば国際宇宙ステーションは地上から約420キロメートルを周回しているし、月であれば約381,415キロメートルも離れたところを周回している。

## 事例

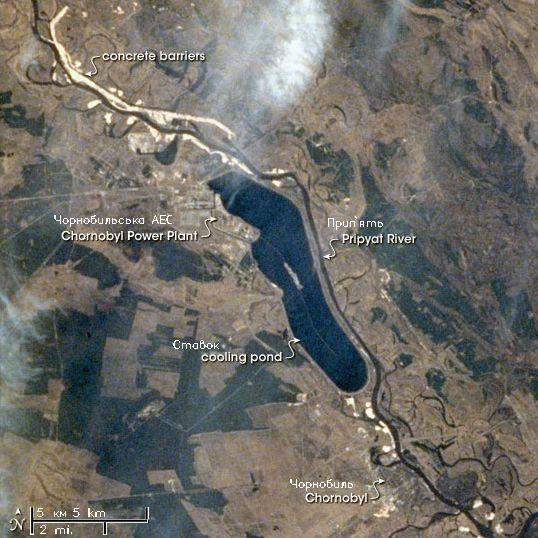
ロシアの宇宙ステーション「ミール」から見たチェルノブイリ原子力発電所の周辺地域

アメリカのスペースシャトルはふつう217キロメートル程度の高度で地球を周回をするが、乗員は容易に都市を見分けることができる。双眼鏡を使うと、道路やダム、港どころか船舶や航空機といった大型の乗り物でさえ見ることができる。また夜であれば、より高度が上の国際宇宙ステーションからもたやすく視認が可能である。
特に工業の発達した国家の首都圏では、夜になると市街地以外の光源も多いため、なおさらはっきりと宇宙から見える。

### チェルノブイリ冷却池

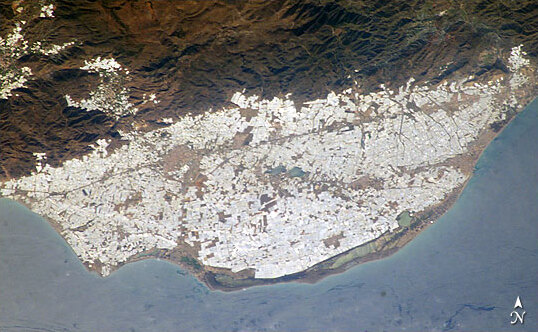
スペインのアンダルシア州アルメリアにあるグリーンハウス（（温室）

全長10キロメートルに及ぶ、チョルノービリの冷却池は、宇宙から見ることができる建造物の１つである。この画像は高度296キロメートルから421キロメートルを周回する宇宙船「ミール」から1997年4月に撮影されたものである。

### アルメリアのグリーンハウス
スペインのアンダルシア州アルメリア県にある約260平方キロメートルにおよぶグリーンハウスの集積地も宇宙から見ることが可能である。この場所にはグリーンハウスが非常に密集していることからスペイン語で「ビニールの海」 (Mar de plástico) と呼ばれることもある。
この地域一帯が果物や野菜の一大産地となっており、スペイン各地やヨーロッパへ出荷・輸出を行っている。この写真には描かれていないアルメリア県の他の地域（やスペイン南部）にも巨大なビニールのグリーンハウスが密集している地帯がある。

### ビンガム・キャニオン

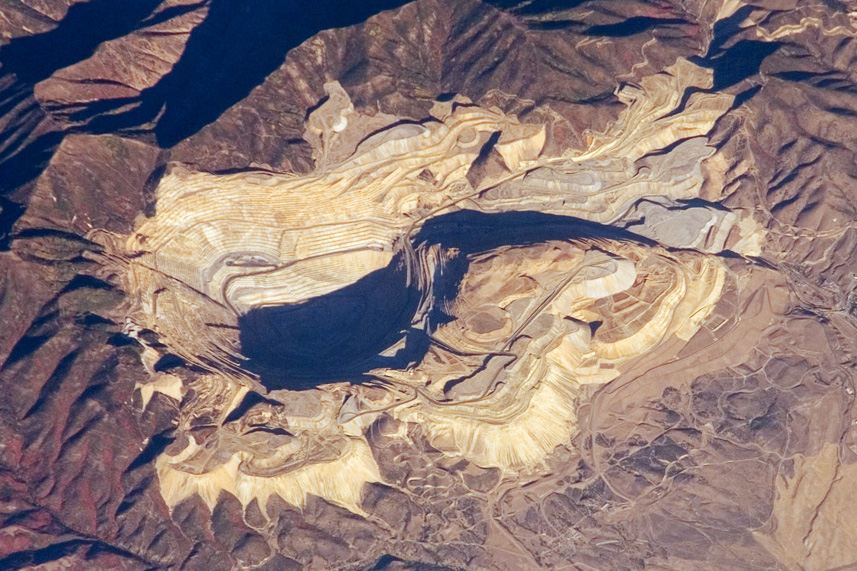
ユタ州ソルトレークシティの近郊にある鉱山、ビンガム・キャニオン（2007年、国際宇宙ステーションから）

ビンガム・キャニオン（ケネコット銅鉱山としても広く知られる）は、ユタ州ソルトレークシティの南東にあるオクワロー山脈にあり、斑岩銅鉱床を大規模採掘するための露天掘り鉱山である。この鉱山は採掘場としては世界最大の建造物である。

## 誤解

### 万里の長城
中国の万里の長城が月や宇宙空間から見える唯一の建造物であるという説は繰り返し否定されている。しかし21世紀においても人口に膾炙したよくある誤解であることに変わりはない。宇宙飛行士のユージーン・サーナンとエドワード・ルーは低軌道の比較的低い高度であれば万里の長城を見ることができるが、それでも好条件がそろった場合だけだと語っている。
過去にも月から万里の長城がみえるというファクトイドは何度か生み出されてきた。ウィリアム・ステュークリが1754年の手紙の中でそう語っているほか、ヘンリー・ノーマンも1895年にこの説を唱えている。「火星の運河」は19世紀後半にはよく知られた概念だったが、これが細くとも十分に長い物体は宇宙から見ることができるという発想につながった可能性はある。ただし月から万里の長城をみるためには常人の17,000倍もの視力が必要になる。

## 社会への浸透
ある建造物や何かの結果が非常に大規模であるために宇宙空間からでも見ることができるという発想にもとづくクイズや都市伝説は少なくない。例えば、カナダにある巨大なビーバーのダムは「大きすぎて宇宙空間からで見える」と表現されることがある。釣り雑誌のField & Streamにも「どれぐらいでかいか？でかすぎて…宇宙から見えるくらいだ」という表現が登場した。

## 計算上の可視性
人間の裸眼はおよそ280マイクロラジアン(μrad)の角度分解能を持ち、一方で国際宇宙ステーションは高度400キロメートルの軌道を飛んでいる。初等的な三角法の原理からいえば、十分な視力を持つ国際宇宙ステーションの乗員であれば、幅も奥行も112メートル以上ある物体であれば見つけられる可能性があるということである。しかしこれは理論上であって、実際に寸法が高々100メートル単位の物体は宇宙からは正体不明のしみのように見えるだけだろうし、それですら大気の状態や物体周辺とのコントラストといった要因が影響しない場合に限られる。
他方で国際宇宙ステーションから地上に描かれた言葉を読めるかということを考えるとすれば、やはり三角法と約18角度分（約5,000μrad）というそれ以下では可読性の落ちる文字サイズを使うとして、宇宙から言葉を明瞭に判読するためには、どんなに好条件のもとでも、一字一字にはおよそ2キロメートルほどの文字高さが必要になる。